# کوتسویل (پنسیلوانیا)
کوتسویل (به انگلیسی: Coatesville) شهری در ایالت پنسیلوانیا کشور ایالات متحده آمریکا است که جمعیت آن در سرشماری سال ۲۰۱۰ میلادی، ۱۳٬۱۰۰ نفر بوده‌است.